# Sali di litio
I sali di litio sono considerati efficaci nel trattare il 60-80% dei casi di mania e ipomania in fase acuta e di mantenimento.

## Storia
Negli anni Venti il composto è stato impiegato ad uso anticonvulsivante, sedativo e ipnotico mentre il cloruro di litio è stato impiegato alla fine del 1940 come sostituto del cloruro di sodio nei pazienti cardiopatici producendo casi di gravi intossicazioni e morte.
Nello stesso periodo un ricercatore australiano (J. Cade) notò la letargia che il litio induceva sulle cavie e in via sperimentale lo somministrò a pazienti con disturbi di tipo maniacale con sorprendenti risultati ma i precedenti casi di morte rinviarono di oltre venti anni il suo utilizzo come un trattamento efficace per la mania; solo verso la fine del 1960 negli Stati Uniti venne introdotto da S. Gershon nella terapia del disturbo bipolare.

## Indicazioni
Oggi i sali di litio sono ancora considerati la terapia standard nel trattare il disturbo bipolare nonostante siano stati riconosciuti i limiti di utilizzo e la disponibilità di nuove molecole alternative.

### Calcolo della dose terapeutica
Per calcolare la dose terapeutica del litio (ione inorganico) occorre controllare attentamente le sue concentrazioni plasmatiche avendo una "finestra terapeutica" molto ristretta al di sotto della quale non vi è effetto terapeutico e al di sopra della quale vi è un prevalere degli effetti collaterali e della tossicità. Si afferma che l'effetto terapeutico di inizio terapia viene raggiunto tra 0,8 e 1,4 mg/L raggiungendo la tossicità a livelli superiori a 2 mg/L

## Tossicità ed effetti collaterali
Le concentrazioni plasmatiche del litio sono, generalmente, correlate con l'insorgenza e l'intensità degli effetti collaterali.
- A concentrazioni di 1,0 mEq/L, e superiori, si manifestano gli effetti collaterali maggiori tra i quali i più importanti coinvolgono i reni, la tiroide, l'apparato gastrointestinale, la cute, il sistema cardiovascolare e il sistema nervoso.

- A concentrazioni di 1,5-2,0 mEq/L gli effetti collaterali a carico del sistema gastroenterico sono: vomito, nausea, dolore addominale, diarrea, a carico del sistema nervoso: letargia, vertigini, tremori fini, atassia, difficoltà nell'eloquio, debolezza muscolare e nistagmo.

- A concentrazioni superiori a 2,0 mEq/L si verifica astenia, la funzione della tiroide viene inibita, debolezza muscolare, tremore ingravescente, eloquio inceppato, attività motoria anomala, convulsioni, psicosi.

- A concentrazioni sopra i 2.5 mEq/L la tossicità comprende: rigidità muscolare, coma, insufficienza renale, aritmie cardiache e morte.

## Trattamento dell'avvelenamento da litio
Non vi è alcun antidoto al litio. La sospensione della somministrazione del farmaco, la infusione di liquidi contenenti sodio, nel caso la lavanda gastrica, l'emodialisi, terapia antiepilettica e diuretica, sono il trattamento contro l'avvelenamento o il sovradosaggio del litio.

## Alternative farmacologiche al litio
- Carbamazepina
- Valproato
- Clonidina
- Clonazepam
- Lorazepam
- Verapamil